# Proclitus isolatus
Proclitus isolatus är en stekelart som beskrevs av Pierre L. G. Benoit 1957. Proclitus isolatus ingår i släktet Proclitus och familjen brokparasitsteklar. Inga underarter finns listade i Catalogue of Life.